# 淡路卓
淡路卓（1989年7月26日—）是一名日本击剑运动员。他在2012年夏季奥林匹克运动会中，参加了男子团体花剑比赛并获得银牌。他也曾在2008年获得世界青年锦标赛冠军。